# Биљне ваши
Биљне ваши (Aphididae) су најраспрострањенија породица крилатих инсеката. Хране се биљним соковима и пошто имају велики потенцијал размножавања, могу довести до сушења биљака.
Код њих се смењују две фазе (генерације) што се назива хетерогонија. Тачније речено, смењује се једна полна генерација са више партеногенетских (бесполних) генерација. Познат је род Aphis, чије се врсте већином, од пролећа до јесени размножавају партеногенетски, а у јесен долази до парења после чега женке полажу јаја која се развијају тек у пролеће и циклус се понавља.
Наиме, женке (препознају се по томе што су без крила), које се легу у пролеће, размножавају се партеногенетски преко лета дајући већи број генерација женки. На крају лета се јавља полна генерација женки са крилима. Јаја која полажу ове женке бивају оплођена, презимљују и из њих наредног пролећа излазе женке нимфе. Оне започињу нови циклус партеногенетским размножавањем.
Партеногенетске женке морају превазићи два проблема која се иначе не јављају када је јајна ћелија оплођена сперматозоидом. Један је активација развића, тј. активација јајне ћелије да отпочне са браздањем. Како се то дешава код партеногенетског развића, недовољно је данас познато. Други проблем је што једра ембриона треба да имају соматски број хромозома као и женка родитељ. То се најчешће регулише модификованим механизмима мејозе.

## Родови
- Acyrthosiphon
- Allocotaphis
- Amphorophora
- Anoecia
- Anuraphis
- Aphidounguis
- Aphidura
- Aphis
- Asiphonaphis
- Astegopteryx
- Aulacorthum
- Betacallis
- Betulaphis
- Boernerina
- Brachycaudus
- Brachycorynella
- Brevicoryne
- Calaphis
- Callipterinella
- Callipterus
- Cavariella
- Cerataphis
- Ceratovacuna
- Chaetomyzus
- Chaetosiphon
- Chaitophorus
- Chaitoregma
- Chromaphis
- Cinara
- Clethrobius
- Clydesmithia
- Coloradoa
- Cornaphis
- Cryptomyzus
- Crypturaphis
- Doralis
- Doraphis
- Drepanaphis
- Drepanosiphoniella
- Drepanosiphum
- Dysaphis
- Eomacrosiphum
- Epipemphigus
- Ericolophium
- Eriosoma
- Essigella
- Euceraphis
- Eulachnus
- Eumyzus
- Eutrichosiphum
- Fimbriaphis
- Fullawaya
- Geopemphigus
- Glyphina
- Gootiella
- Greenidea
- Grylloprociphilus
- Hamamelistes
- Hannabura
- Hormaphis
- Hyadaphis
- Hyalomyzus
- Hyalopterus
- Hyperomyza
- Hyperomyzus
- Hysteroneura
- Illinoia
- Indiaphis
- Indomasonaphis
- Kakimia
- Lachnus
- Laingia
- Lambersaphis
- Latgerina
- Longicaudus
- Longistigma
- Macromyzus
- Macrosiphoniella
- Macrosiphum
- Maculolachnus
- Masonaphis
- Matsumuraja
- Megoura
- Melanaphis
- Melanocallis
- Mermitelocerus
- Mesocallis
- Metopeurum
- Metopolophium
- Micromyzodium
- Micromyzus
- Microsiphum
- Mimeuria
- Mollitrichosiphum
- Monaphis
- Monellia
- Mordvilkoja
- Mutillaphis
- Myzaphis
- Myzocallis
- Myzus
- Nagoura
- Nearctaphis
- Neoacyrthosiphon
- Neobetulaphis
- Neocranaphis
- Neomyzus
- Neopemphigus
- Neophyllaphis
- Neoprociphilus
- Neopterocomma
- Neotoxoptera
- Neuquenaphis
- Nippolachnus
- Nipponaphis
- Oestlundiella
- Orygia
- Ovatus
- Pachypappa
- Pachypappella
- Pachysphinx
- Paducia
- Panaphis
- Paracolopha
- Paramoritziella
- Paraprociphilus
- Patchiella
- Pemphigus
- Pentalonia
- Pergandeida
- Periphyllus
- Phloeomyzus
- Phorodon
- Phyllaphis
- Platyaphis
- Pleotrichophorus
- Plocamaphis
- Prociphilus
- Protrama
- Pseudaphis
- Pseudasiphonaphis
- Pseudocercidis
- Pseudopterocomma
- Pseudoregma
- Pterocallis
- Pterochloroides
- Pterocomma
- Pyrolachnus
- Radisectaphis
- Reticulaphis
- Rhodobium
- Rhopalosiphoninus
- Rhopalosiphum
- Sanbornia
- Sappaphis
- Schizaphis
- Schizolachnus
- Schizoneurella
- Schoutedenia
- Semiaphis
- Shenahweum
- Shizaphis
- Sinomegoura
- Sitobion
- Stomaphis
- Symydobius
- Takecallis
- Taoia
- Taxodium
- Thecabius
- Thoracaphis
- Tinocalloides
- Toxoptera
- Trama
- Trichaitophorus
- Trifidaphis
- Tuberocephalus
- Tuberolachnus
- Tubicauda
- Uroleucon
- Vesiculaphis
- Wahlgreniella
- Yamatocallis
- Yamatochaitophorus